# جلفای نو
نوجُلفا یا جُلفای نو (ارمنی: Նոր Ջուղա – نور جوغا)، یک محله کهن ارمنی‌نشین است که در عصر صفویان، در شهر اصفهان، در کنارهٔ جنوبی زاینده رود بنا شد. نامِ جلفای نو، از نام شهر جلفا در کرانه رود ارس گرفته شده‌است که ساکنان اصلی آن ارمنیان هستند. ارمنی‌های جلفای نو در زمان شاه عباسِ یکمِ صفوی در سال ۱۰۱۳ق. (۱۶۰۵م) از آنجا به اصفهان کوچانده شدند.
ارامنه از زمانی که جلفا را بنا کردند، به کار تجارت و بازرگانی مشغول شدند، به فعالیتشان در این زمینه ادامه دادند و توسط افراد ثروتمند و سرشناسی چون خواجه آودیک و خواجه نظر، شروع به ساخت بناها و آثار ارزشمند کردند.
از برجسته‌ترین آثار باستانی و مذهبیِ جلفای نو، کلیسای آمِنا پرگیچ (شناخته‌شده با نامِ وانک، به معنای «کلیسا» در زبانِ ارمنی) و کلیسای بدخم هستند. در گستره جلفای نو، در موزه خاچاطور کِساراتسی، بیش از ۱۲۰۰ بازمانده باستانی وابسته به ارمنیان نگه‌داری می‌شود.
جلفا همچنین به عنوان کانون میسیونرهای فرانسوی در اصفهان عصر قاجار مشهور است.
جمعیت این محله (بلوک آماری) در سال 1401، 17549 نفر با تراکم 119 نفر در هر کیلومتر مربع بوده است.

## کوچ ارامنه
اواخر سدهٔ پانزدهم میلادی (عهد شاه اسماعیل صفوی)، اوج ظهور دو قدرت بزرگ ایران صفوی و امپراتوری عثمانی است. ارمنستان، به عنوان سرزمین مجاور این دو قدرت، از مهم‌ترین و اصلی‌ترین اهداف برای ورود و نفوذ، به‌خصوص برای امپراتوری عثمانی بود، و از آنجایی که سیاست‌های حکومت صفوی هم مشابه امپراتوری عثمانی در قبال سرزمین‌های نزدیک (از جمله ارمنستان) بود، نبردها و درگیری‌ها یکی پس از دیگری به وقوع پیوست که آشفتگی‌های بسیاری به همراه داشت.
ارامنه در شب تحویل سال نو میلادی، مراسمات مذهبی خاص خود را انجام می‌دهند، دعا و مناجات به جا می آورند و صبح روز اول سال جدید میلادی، مراسم عید با حضور اسقف اعظم و پیشوای مذهبی برگزار و انجام می‌شود.
نبردها در ارمنستان تا دههٔ هشتاد میلادی هم ادامه پیدا کردند، و پس از واگذاری ارمنستان به امپراتوری عثمانی شرایط دشوار سیاسی و اجتماعی برای ساکنان ارامنه در این سرزمین حاکم شد. همین امر سبب مهاجرت گروهی از ارامنه به دیگر نقاط، از جمله شهرهای تبریز و اصفهان ایران، شد. ارامنه با دیدن شرایط نابسامان ارمنیان تحت سلطهٔ حکوت عثمانی، با همیاری مقامات دینی و شخصیت‌های برجسته، هیئتی را برای یاری رسانی به همکیشان خود تشکیل دادند. از طرفی این نابسامانی‌ها فرصتی برای صفویان فراهم آورد تا شاه عباس
بار دیگر سیاست‌های خود را عملی سازد و مناطق از دست رفته را باز پس گیرد؛ بنابراین ارامنه با آگاهی از نیت شاه عباس اول و درخواست یاری از او، به شهر اصفهان آمده و اقامت گزیدند که با استقبال گرم شاه عباس نیز همراه بود. در تابستان ۱۰۱۳ق. (۱۶۰۴م) شاه عباس با تصرف ایروان و برخی مناطق ارمنستان غربی، بر نیروهای عثمانی غلبه کرد و نزدیک به ۲۳۰۰۰ نفر از ساکنان، طبق هدف خود، به سمت آرارات و سپس ایران انتقال داده شدند.
شاه عباس برای تضعیف عثمانی‌ها دستور داد مناطق تحت تصرف خود را تخلیه و ویران کنند، تا نیروهای دشمن دسترسی به آذوقه و پناهگاه نداشته باشند. بدین ترتیب ساکنان این مناطق به همراه ساکنان جلفای قدیم، با احترام به ایران انتقال داده شدند؛ اگرچه موقع عبور از رودخانهٔ ارس بسیاری از آن‌ها جان خود را از دست دادند، اما سرانجام گروه‌های باقی مانده وارد مرزهای ایران شدند.

### اسکان و حیات ارامنه در جلفای نو
شاه عباس توجه خاصی به ساکنان جلفای قدیم داشت و دستور داد تا آنها را سواره، از رودخانهٔ ارس به تبریز، انتقال دهند. پس از اقامت و استراحت در تبریز با آمدن فصل بهار به سمت گیلان، مازندران و قزوین حرکت کرده و درنهایت در اصفهان نقل مکان کردند. طبق منابع موجود تعداد ارامنهٔ ساکن شده در جلفای نو اصفهان (در سال ۱۰۱۴ق/۱۶۰۵م) نزدیک به شصت تا هفتاد هزار نفر بود، که با در دست داشتن امکانات رفاهی و همچنین وام‌هایی برای تأمین حقوق اجتماعی و مذهبی خود و صادر شدن فرامینی از سوی شاه عباس، استقلال حیات در سرزمین جدید خود (جلفای نو) را به‌دست آوردند.
در پی امکانات یاد شده، ساختار اداری شامل کلانتر و داروغه برای انجام امور اداری و حقوقی به‌وجود آمد، که حاکی از عطای استقلال و خودمختاری به ساکنان جلفای نو، از سوی شاه عباس بود.

## نگارخانه

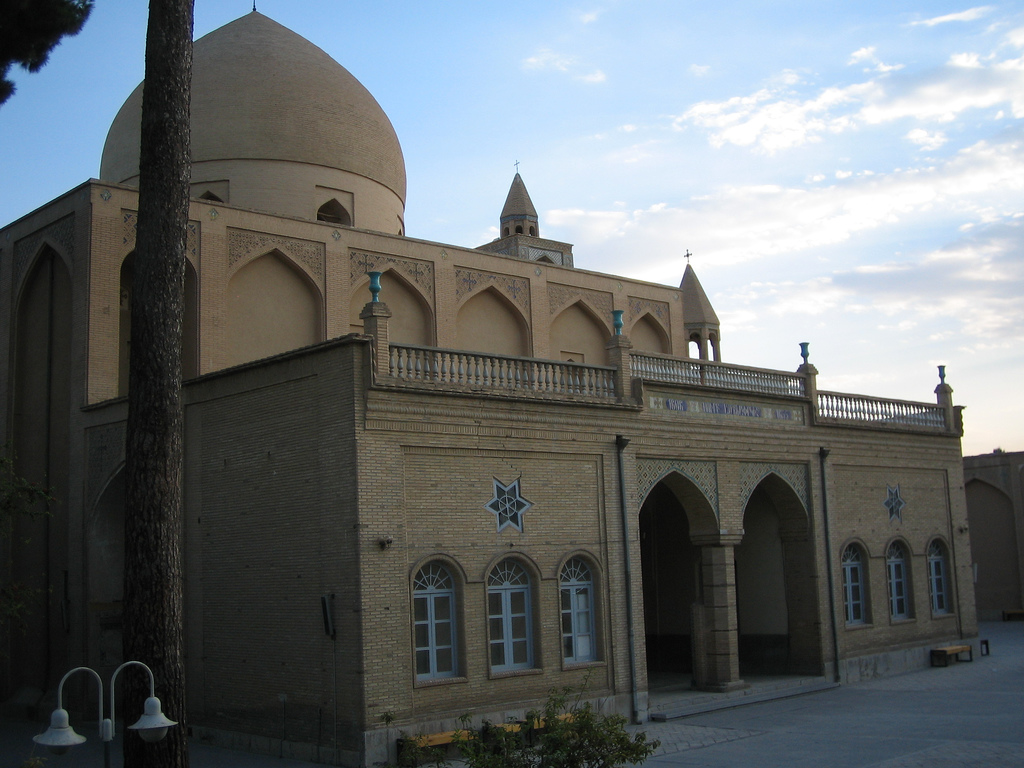
کلیسای آمِنا پرگیچ
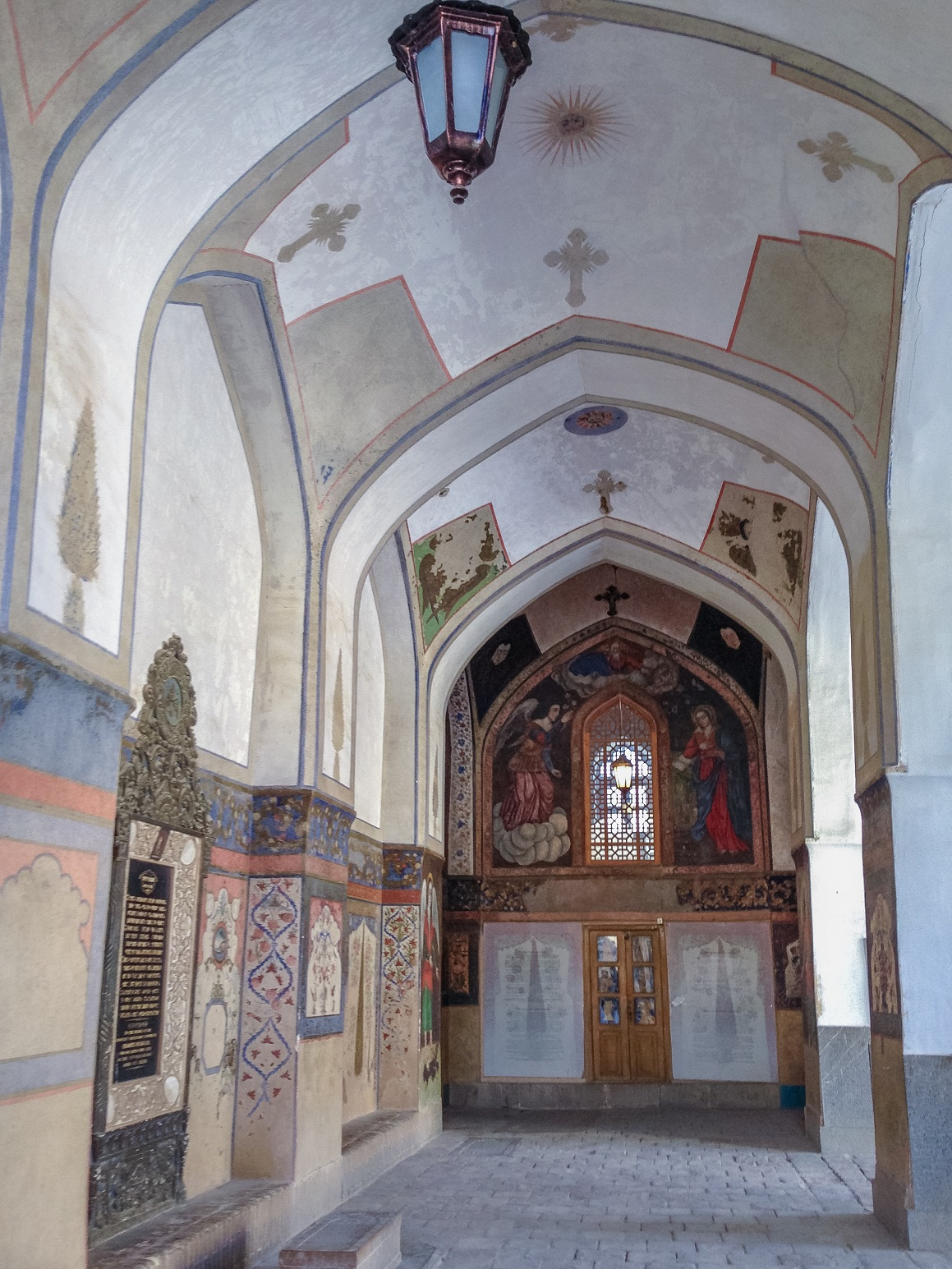
درگاهِ کلیسای آمِنا پرگیچ
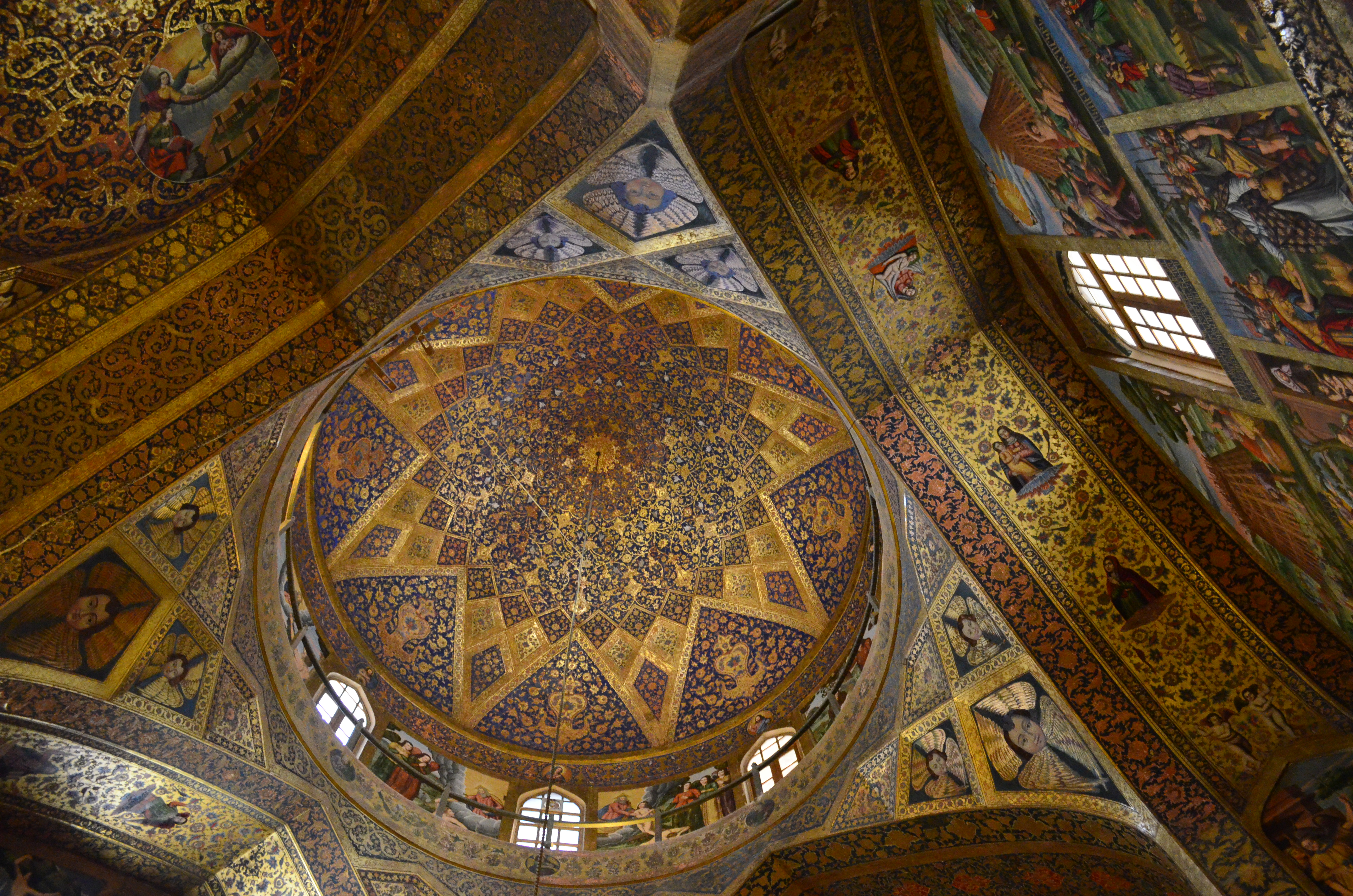
درونِ گنبدِ کلیسای آمِنا پرگیچ
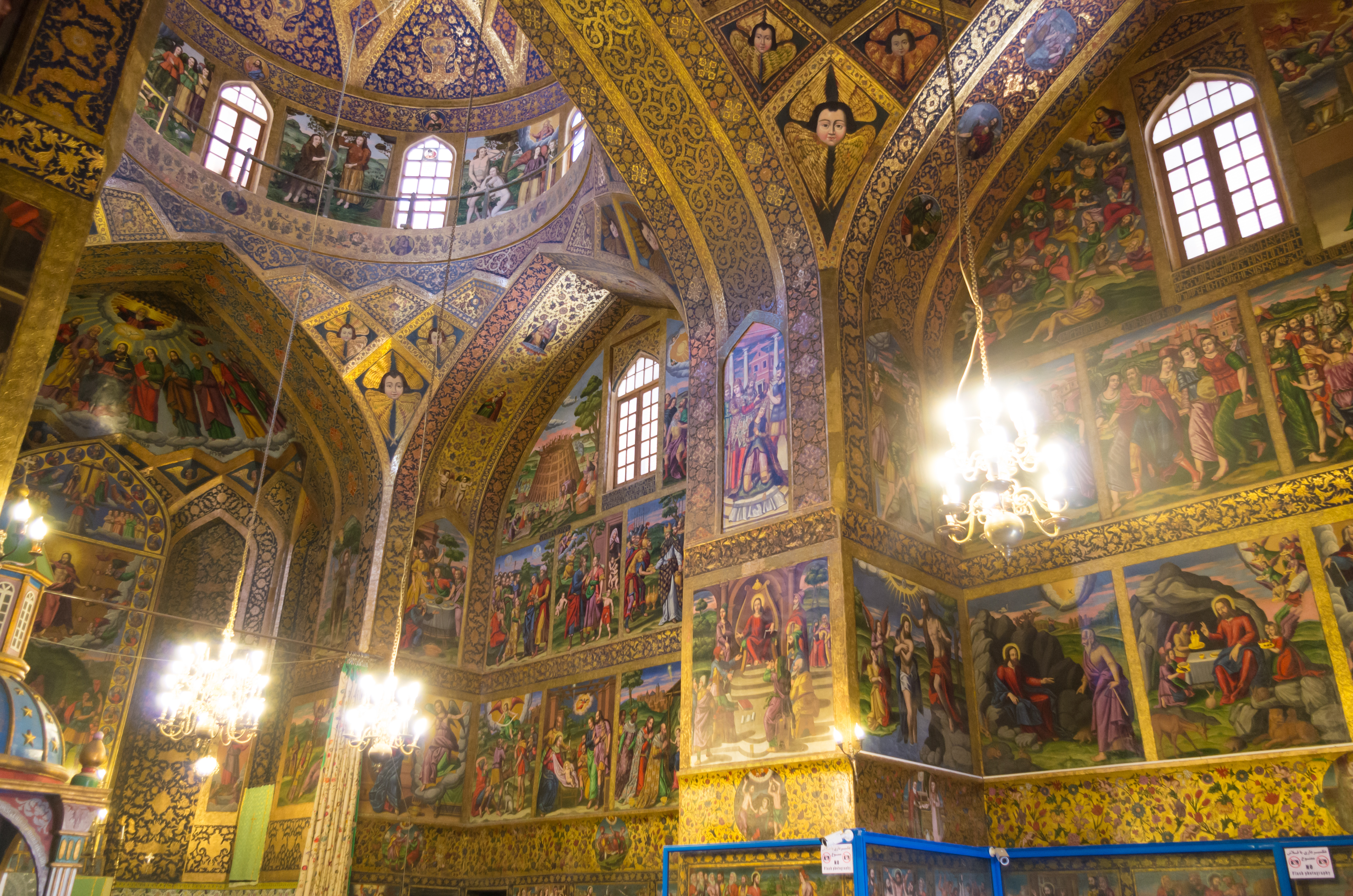
درونِ کلیسای آمِنا پرگیچ
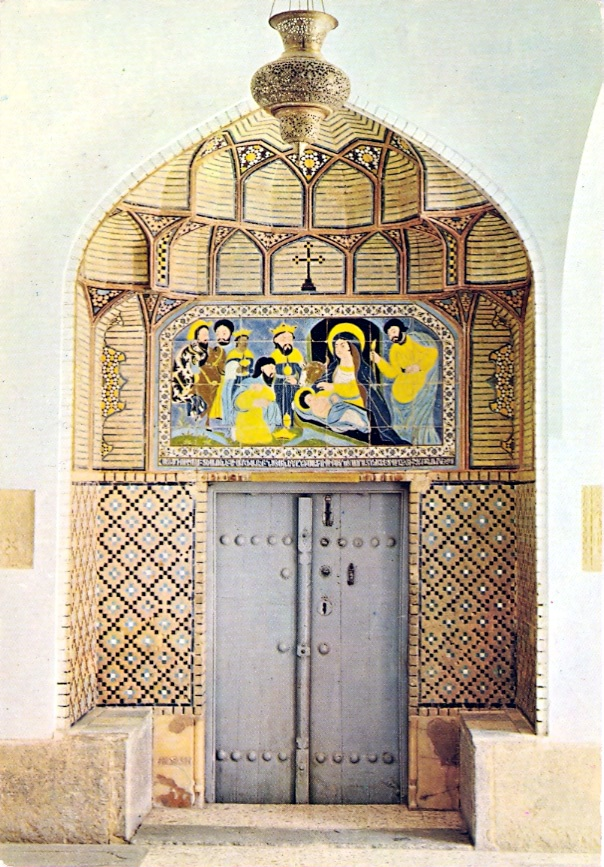
کلیسای سن جورج، نو جولفا
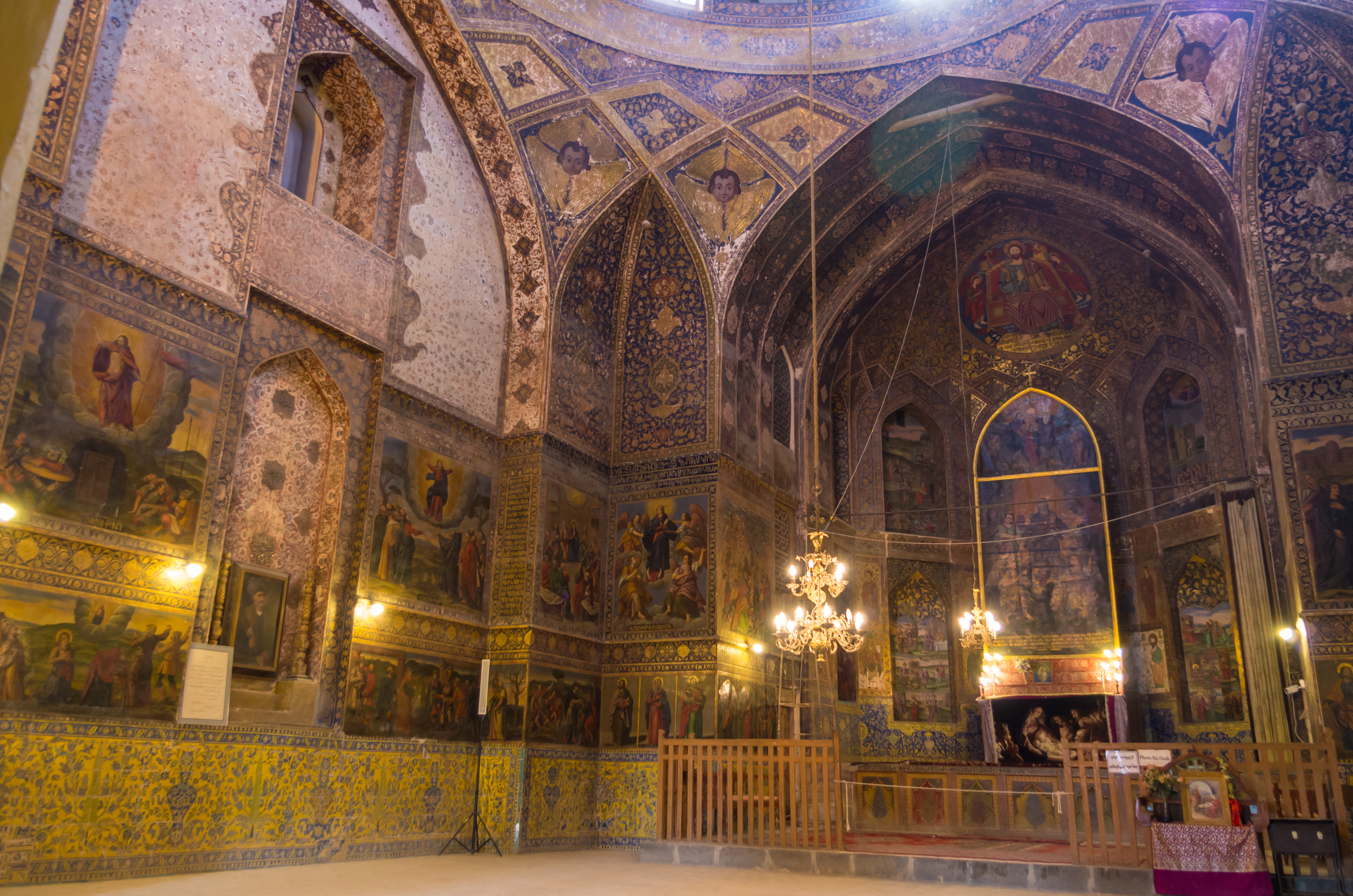
درونِ کلیسای بدخم
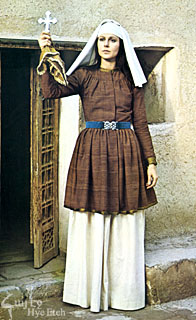
یک بانوی ارمنی در گسترهٔ نو جولفا، اصفهان
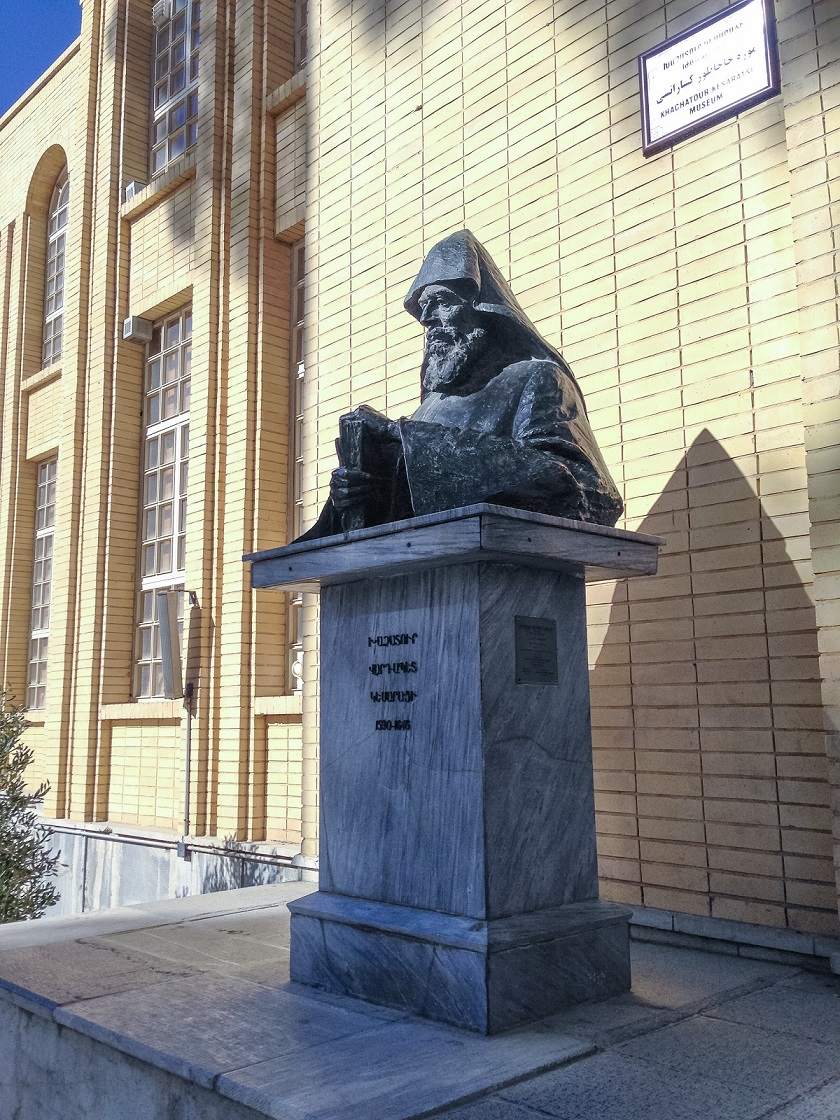
تندیسِ خاچاتور کِساراتسی، بنیان‌گذارِ نخستین چاپخانه در ایران، در  درگاه موزه خاچاتور کِساراتسی
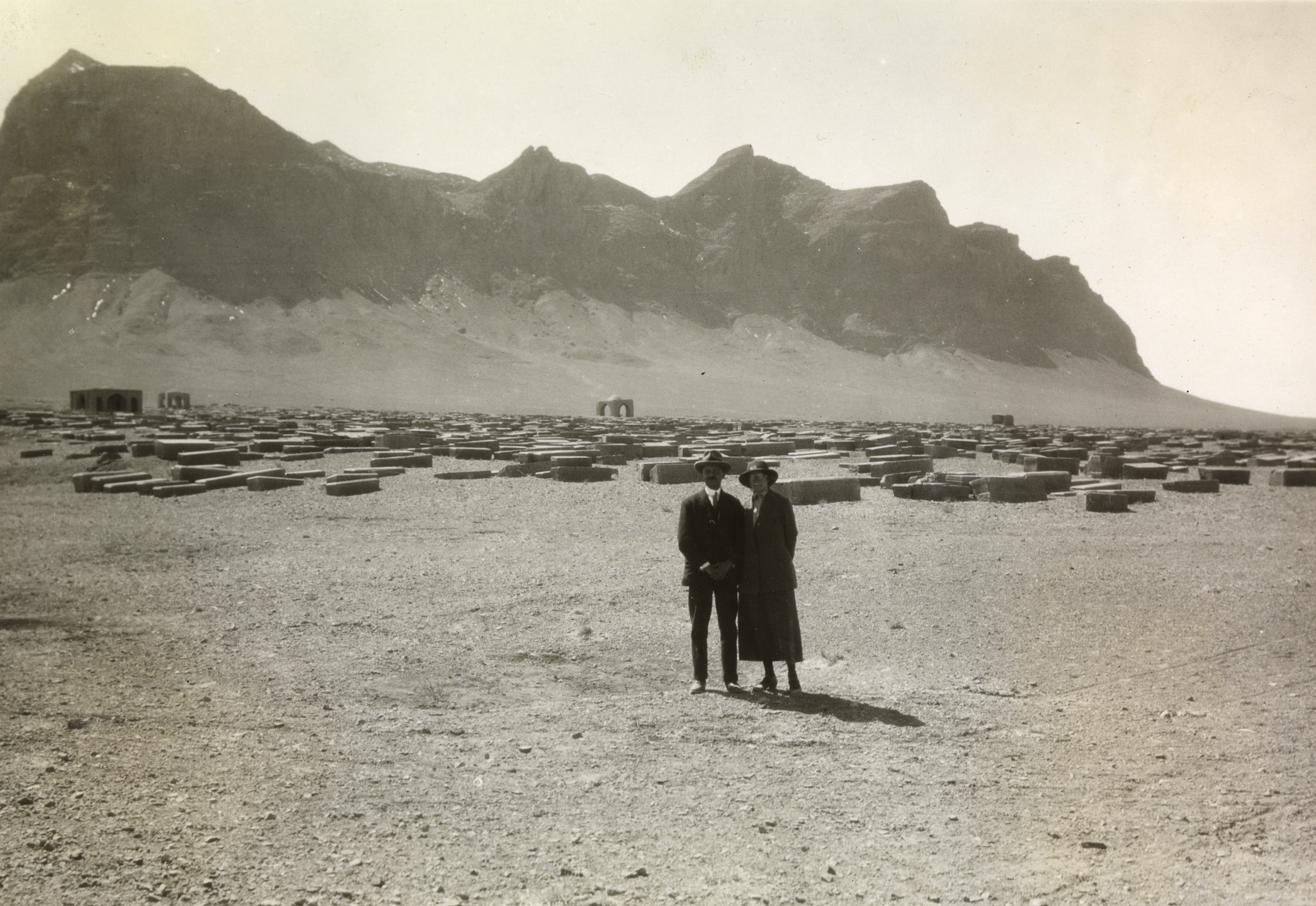
گورستان جلفای نو، سال ۱۳۰۳
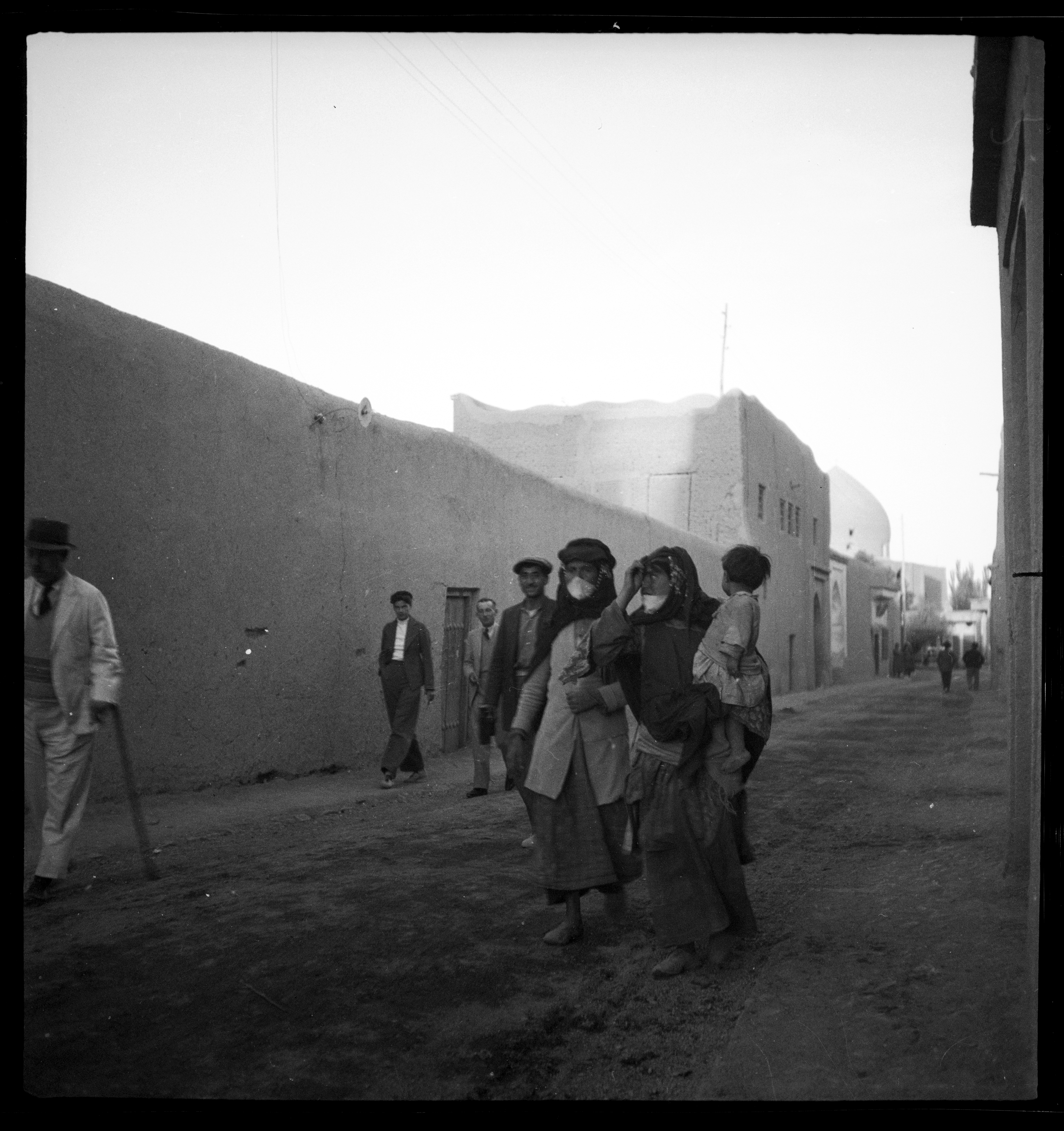
زنان ارمنی در محلهٔ جلفای اصفهان، سال ۱۳۱۴
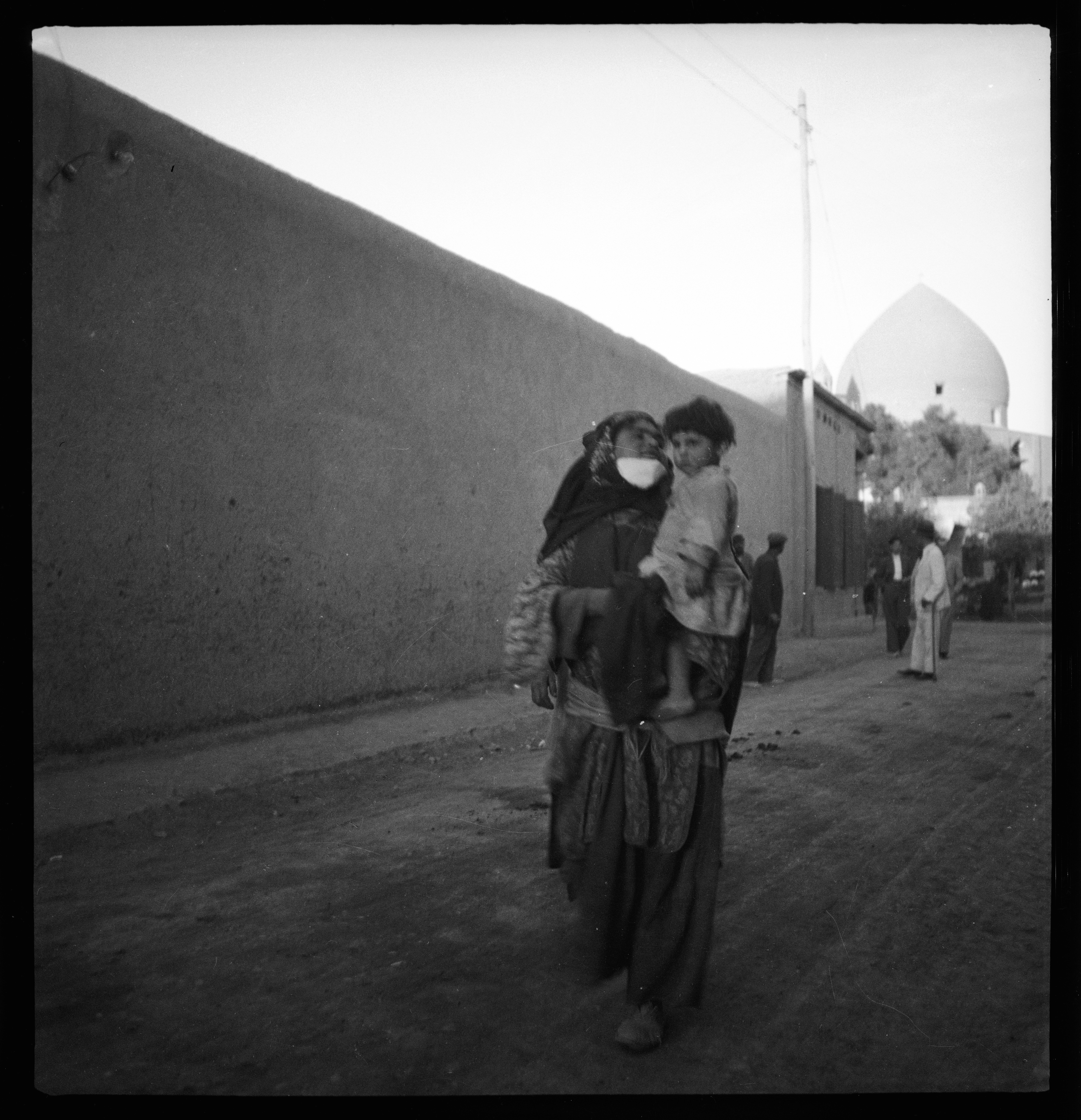
زن ارمنی در محلهٔ جلفای اصفهان، سال ۱۳۱۴
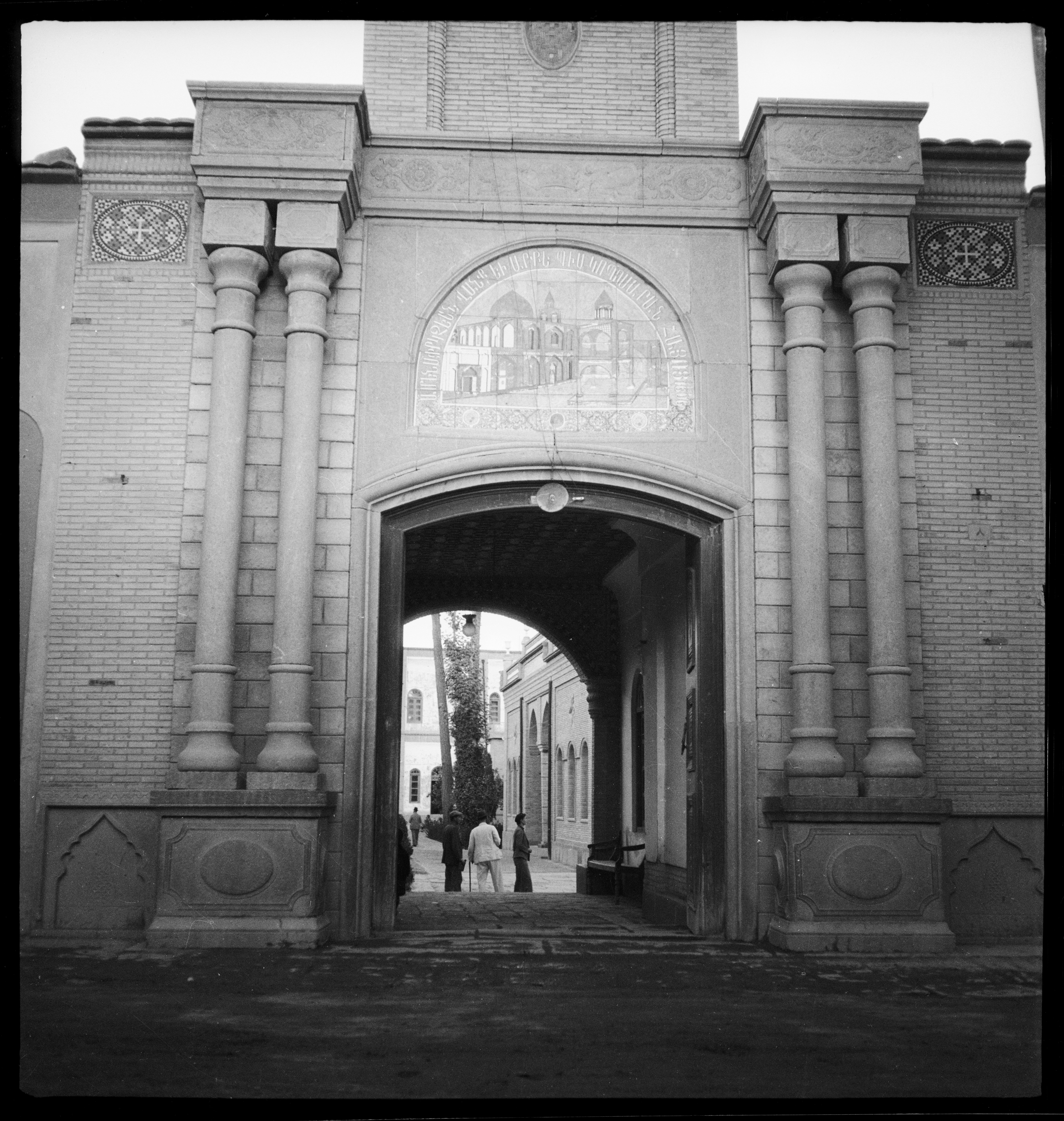
سردر کلیسای وانک، سال ۱۳۱۴
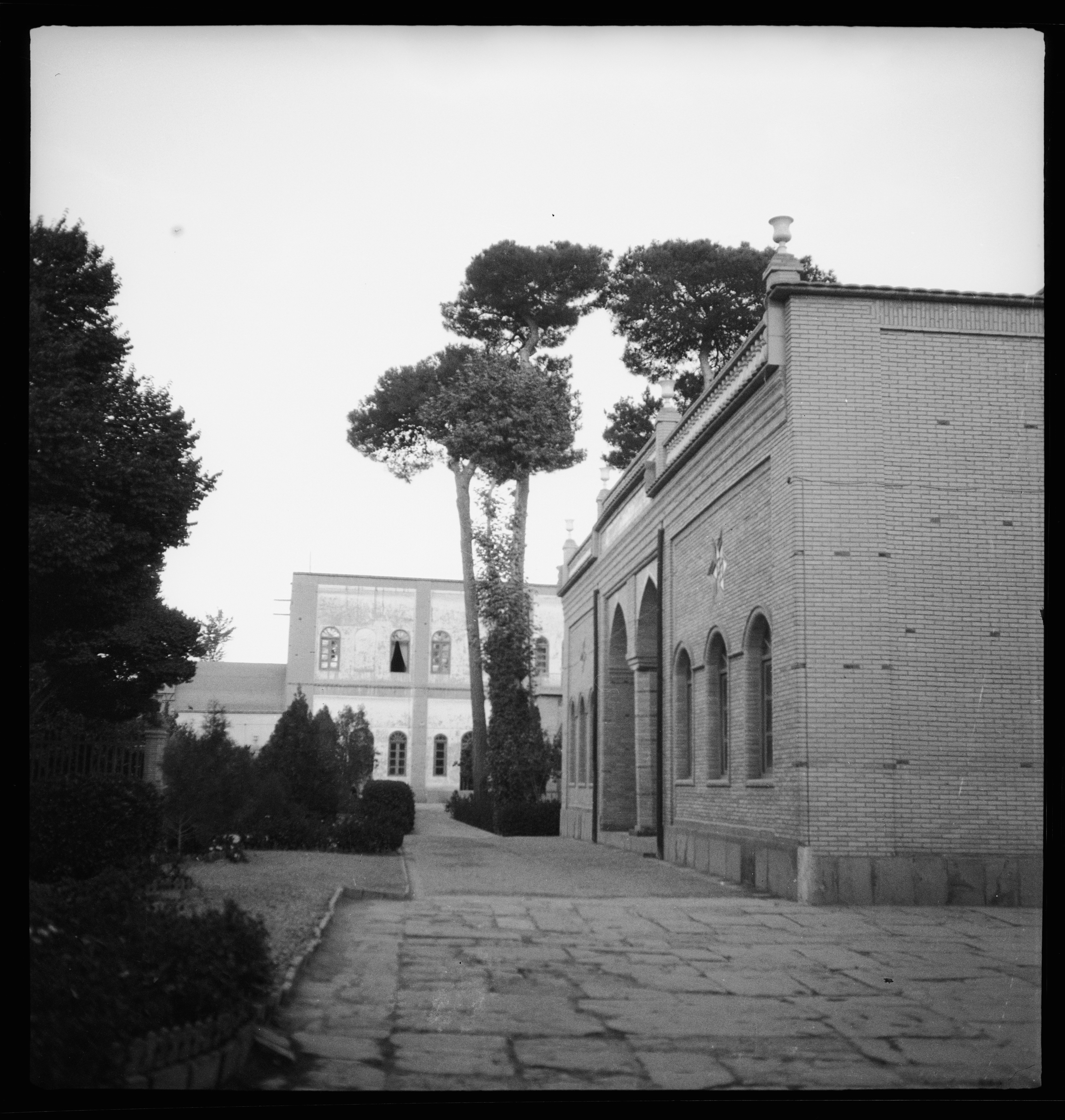
کلیسای وانک، سال ۱۳۱۴
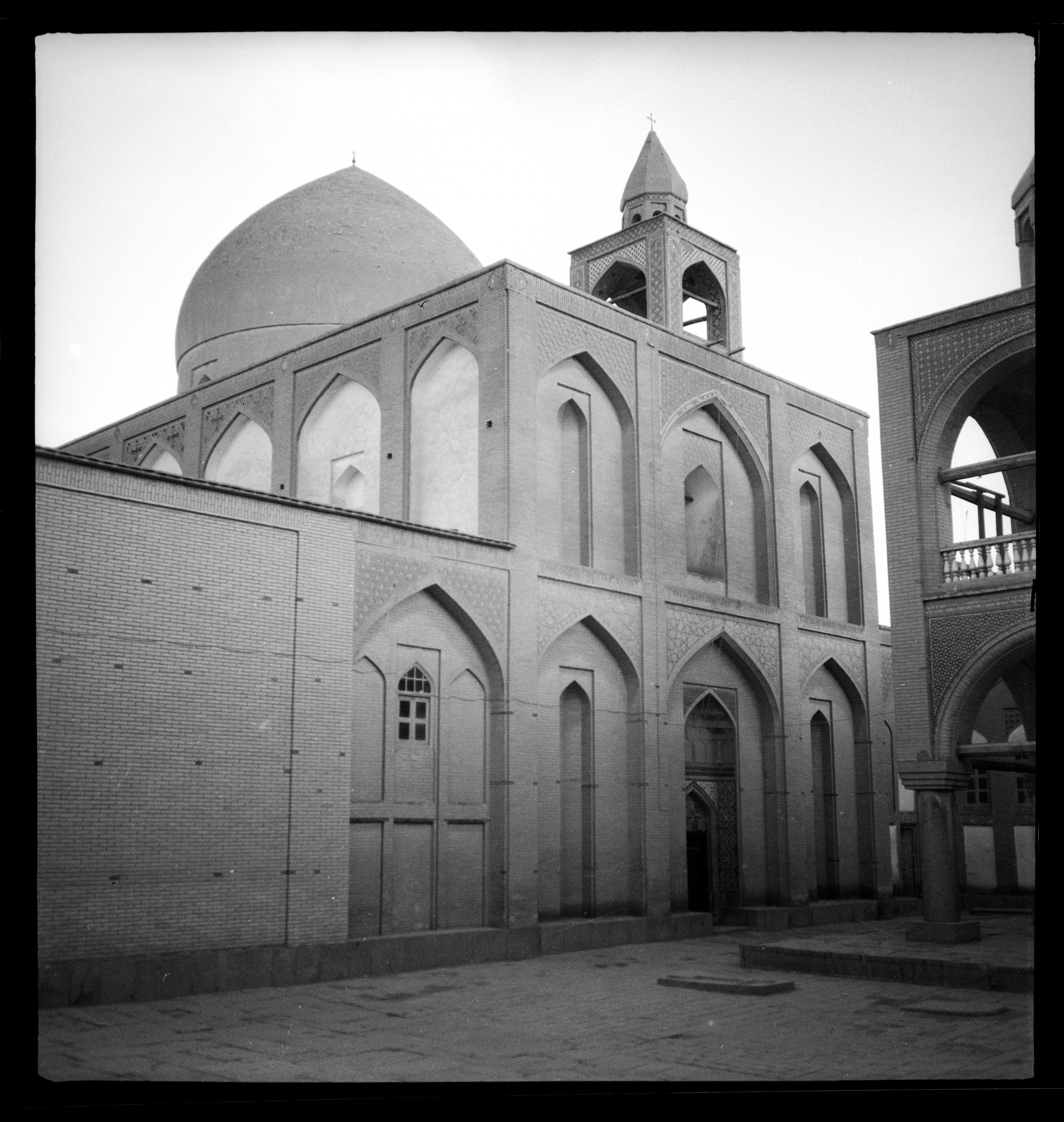
کلیسای وانک، سال ۱۳۱۴